# Ли Ок Сон
Ли Ок Сон (кор. 이 옥성; 7 февраля 1981, Чинджу) — корейский боксёр наилегчайшей весовой категории, выступал за сборную Южной Кореи в 2000-х годах. Чемпион мира, победитель чемпионата Азии, участник летних Олимпийских игр в Пекине, многократный чемпион национального первенства.

## Биография
Ли Ок Сон родился 7 февраля 1981 года в городе Чинджу, провинция Кёнсан-Намдо. Активно заниматься боксом начал уже в юном возрасте, выступал в наилегчайшем весе, несмотря на довольно большой рост в 172 см. Первого серьёзного успеха на ринге добился в 2005 году, когда сначала победил на чемпионате Азии в Хошимине, а потом выиграл чемпионат мира в Маньяне, одолев американца Роши Уоррена и кубинца Андри Лаффиту в полуфинале и финале соответственно. Таким образом, Ли стал первым за 19 лет представителем Южной Кореи, кому удалось получить золото мирового первенства по любительскому боксу (предыдущим был боксёр легчайшей категории Мун Сон Гиль, победивший на чемпионате 1986 года).
В 2006 году Ли побывал на Азиатских играх в Дохе, но уже на стадии четвертьфиналов неожиданно проиграл китайцу Яну Бо — на этом закончилась его серия из 28 побед в международных встречах. Следующий сезон практически полностью пропустил, сконцентрировавшись на учёбе в университете физической культуры, получил степень магистра. В 2008 году удостоился права защищать честь страны на летних Олимпийских играх в Пекине, планировал побороться здесь за медали, однако уже во втором своём матче на турнире со счётом 5:11 уступил представителю Туниса Валиду Шерифу. Вскоре после этих соревнований принял решение завершить карьеру спортсмена.